# Optacon

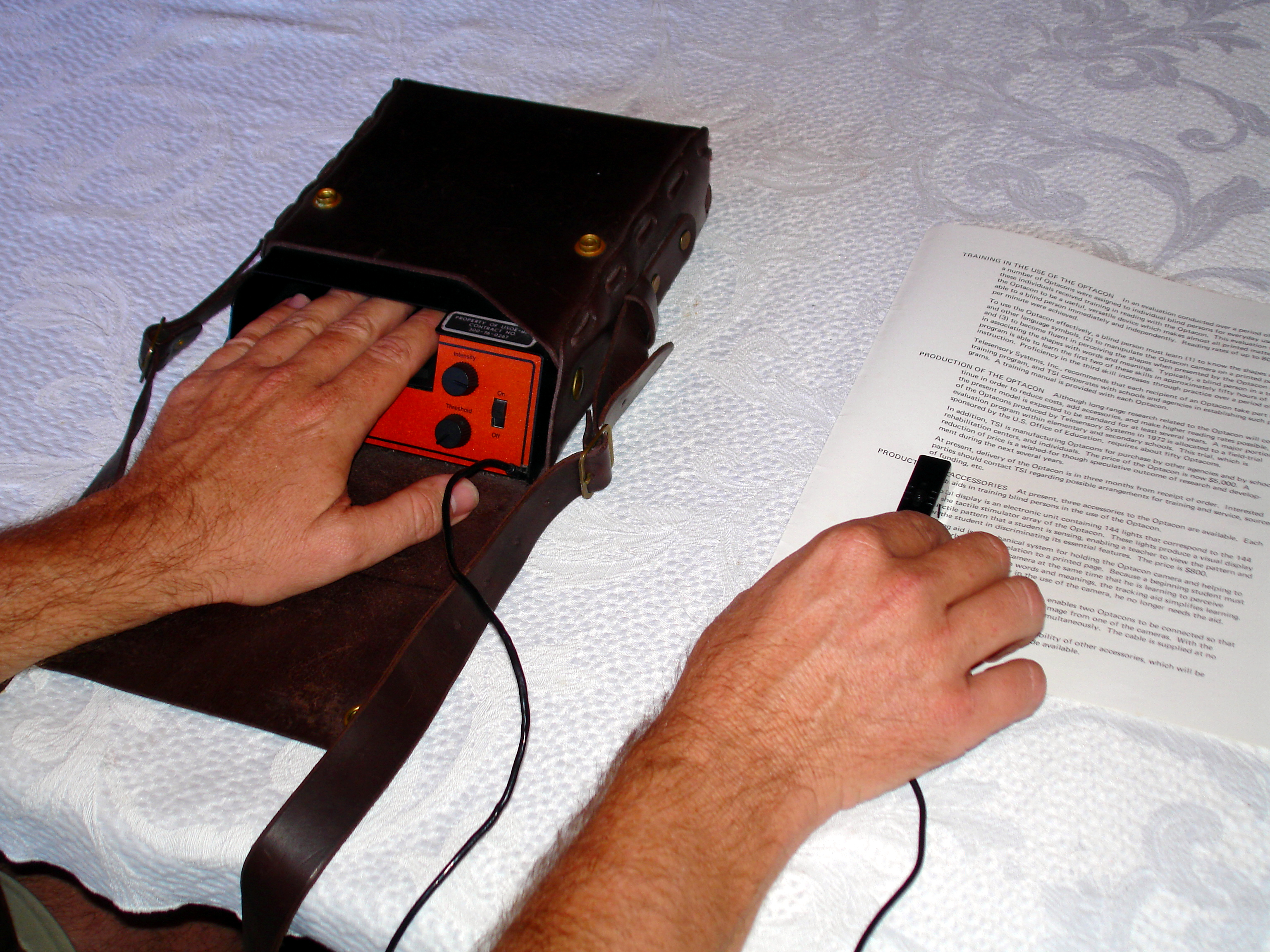
Optacon

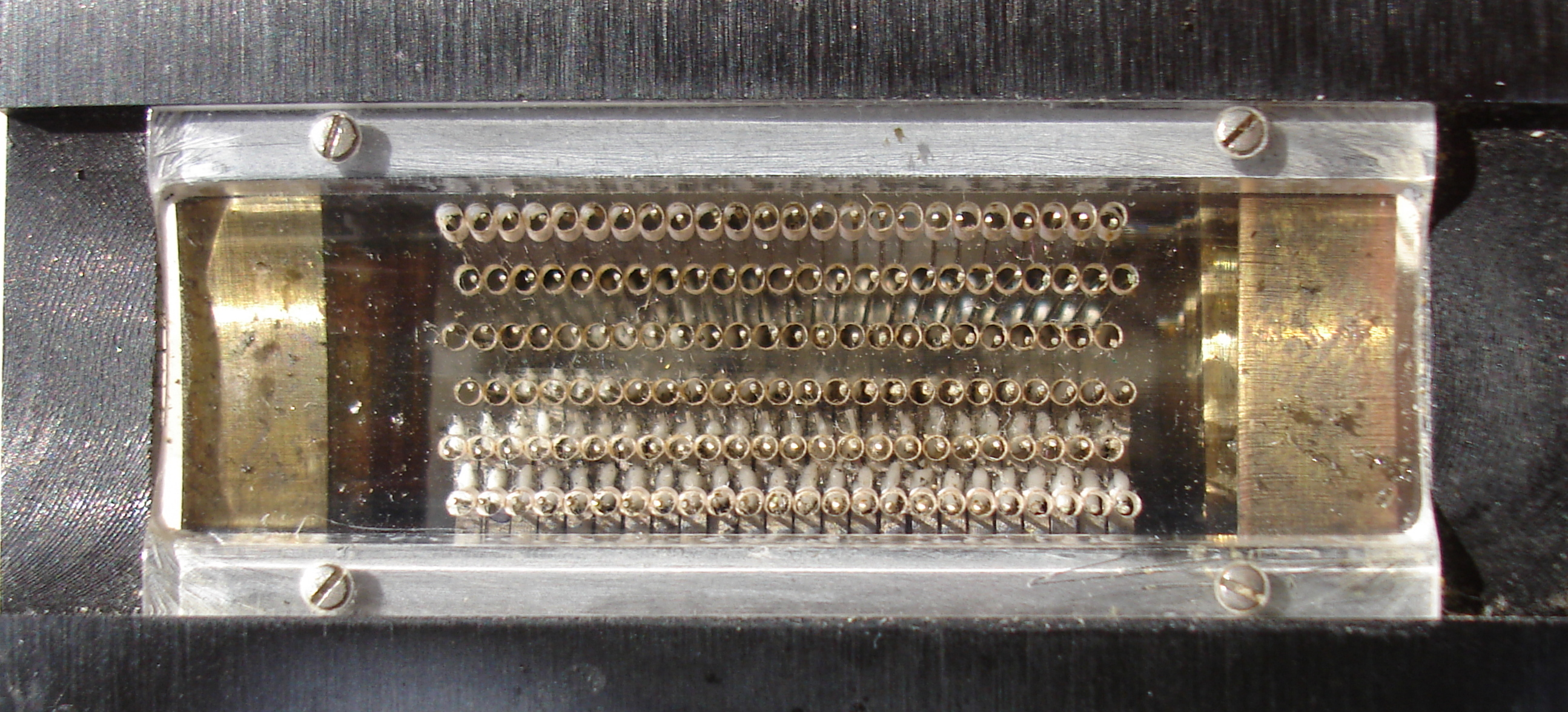
Taktile Matrix des Optacon

Das Optacon (Abkürzung für OPtical to TActile CONverter) ist ein Gerät, das es sehbehinderten Menschen ermöglicht, Text zu lesen, der nicht in Brailleschrift vorliegt.
Zu diesem Zweck besteht es aus einer Kamera, die direkt über einen Text geführt wird, und einer Ausgabeeinheit, auf der die anwendende Person ihre Finger platziert. Die Ausgabeeinheit wandelt das Schriftbild (oder auch vorhandene Abbildungen) in Vibrationen um. Ähnlich einem visuellen Bildschirm, erfolgt die Darstellung in Form von einzelnen Bildpunkten auf einer taktilen Matrix. Die Bildpunkte vibrieren und können somit über die Haut wahrgenommen werden. Das Gerät wurde von den 1970er Jahren bis in die späten 1990er Jahre produziert und weiterentwickelt.
Das Optacon wurde 1962 von John G. Linvill an der Stanford University entwickelt.